# 樂聲電子
樂聲電子控股有限公司（英語：National Electronics Holding，港交所：0213）是香港上市公司之一，營業收入主要是房地產開發及物業投資，錶肉買賣和手錶產品製造，港店大陸廠。
樂聲電子的前總部在中環置地廣場告羅士打大廈32樓，公司註冊地在百慕達，核數師是國衛會計師事務所。
2011年6月9日，樂聲置業與花旗銀行旗下投資基金Apollo Global Real Estate Mangement合作發展的全新甲級商廈干諾道中50號正式開幕。2012年5月，中國農業銀行以港幣48.8億元購入干諾道中50號。
2014年11月27日，樂聲置業與房地產基金GCPF共同持有的銅鑼灣威非路道21號酒店以3.95億港元出售。

## 其它投資項目
- 干諾道西137至138號
- 蘇杭街87及89號 - The Jervois 精品酒店
- 文咸東街99、101及103號
- 永樂街127號
- 皇后大道中194至196號
- 大潭道45號

## 外部參考
- 樂聲電子公司網站 （页面存档备份，存于）
- 2009年3月年報(撮要)
- 雅虎基本資料[永久]